# İsmail Hakkı Bey
İsmail Hakkı Bey (Istambul, 1865 — Istambul, 30 de dezembro de 1927) foi um compositor e músico turco otomano.